# 九州矯正歯科学会
九州矯正歯科学会（きゅうしゅうきょうせいしかがっかい、 The Kyushu Orthodontic Society）とは、九州における歯科矯正学を中心とした学問を取り扱う専門学術団体の一つである。日本矯正歯科学会の九州地区協力学会。

## 概要
2005年に設立される。会員数約460名。

## 本部事務局
- 〒890-0007　鹿児島県鹿児島市伊敷台4-23-8

## 学会誌
- 『九州矯正歯科学会雑誌』年1回発刊 ISSN 1880-9596

## 大会等
| 年     | 月日          | 名称                          | 会長     | 会場                               | テーマ                                                                 | 参加者数 | 備考  |
| ------ | ------------- | ----------------------------- | -------- | ---------------------------------- | ---------------------------------------------------------------------- | -------- | ----- |
| 2006年 | 2月11日～12日 | 第1回九州矯正歯科学会学術大会 | 中島昭彦 | 九州大学医学部百年講堂             | 草創・健康そして笑顔～Inauguration toward good health and good smile～ |          | [ 2 ] |
| 2007年 | 2月17日～18日 | 第2回九州矯正歯科学会学術大会 | 土持正   |                                    | 神話の国日向から－日本人はどこからきてどこへ行くのか                   |          | [ 3 ] |
| 2008年 | 3月1日～2日   | 第3回九州矯正歯科学会学術大会 | 吉田教明 | 長崎ブリックホール                 | Catch The Wave ～ 新しい時代が求める矯正歯科の創造 ～                  |          | [ 4 ] |
| 2009年 | 2月21日～22日 | 第4回九州矯正歯科学会学術大会 | 成冨貞幸 | アバンセ                           | がばいかむ、噛む、come ～ 歯列・咬合と咀嚼について～                   |          | [ 5 ] |
| 2010年 | 1月30日～31日 | 第5回九州矯正歯科学会学術大会 |          | かごしま県民交流センター           |                                                                        |          |       |
| 2011年 | 2月26日～27日 | 第6回九州矯正歯科学会学術大会 | 佐藤英彦 | 福岡県歯科医師会館                 | 笑顔は世界の共通語 "Happy smile. Yes we can!"                          |          | [ 6 ] |
| 2012年 | 2月4日～5日   | 第7回九州矯正歯科学会学術大会 | 曽根崎壽 | 大分県立別府コンベンションセンター | 健やかな口から子どもたちの未来へ                                       |          | [ 7 ] |
| 2013年 | 2月2日～3日   | 第8回九州矯正歯科学会学術大会 | 山口和憲 | 九州歯科大学                       | 矯正診断のコンセンサス                                                 |          | [ 8 ] |